# Sharon, Australien
Sharon är en ort i Australien. Den ligger i kommunen Bundaberg och delstaten Queensland, omkring 300 kilometer norr om delstatshuvudstaden Brisbane.
Närmaste större samhälle är Bundaberg, nära Sharon. 
I omgivningarna runt Sharon växer huvudsakligen savannskog. Runt Sharon är det ganska tätbefolkat, med 65 invånare per kvadratkilometer. Genomsnittlig årsnederbörd är 1 080 millimeter. Den regnigaste månaden är januari, med i genomsnitt 217 mm nederbörd, och den torraste är september, med 26 mm nederbörd.